# Donji Zovik (Brčko)
Pour les articles homonymes, voir Donji Zovik.
Donji Zovik (en serbe cyrillique : Доњи Зовик) est un village de Bosnie-Herzégovine. Il est situé dans le district de Brčko. Selon les premiers résultats du recensement de 2013, il compte 498 habitants.

## Démographie

### Évolution historique de la population dans la localité
| 1948 | 1953 | 1961 | 1971 | 1981 | 1991 | 2013 |
| ---- | ---- | ---- | ---- | ---- | ---- | ---- |
| -    | -    | 439  | 597  | 617  | 481  | 498  |

|  |